# Roman Rutkowski
Roman Rutkowski (Nysa, 1972) es un  arquitecto y crítico de arquitectura polaco.

## Biografía
Graduado y doctorado en Arquitectura por la Universidad Politécnica de Breslavia (2005), Rutkowski es jefe del estudio de arquitectura de Breslavia Roman Rutkowski Architekci. Enseña Proyectos Arquitectónicos y teoría en la Universidad Politécnica de Breslavia y ha sido profesor visitante dos años en la Facultad de Arquitectura de la Universidad Eslovaca de Tecnología de Bratislava. Lleva años siendo crítico de arquitectura en la prensa polaca y corresponsal de la revista A10. También escribe sobre las vanguardias artísticas del siglo XX y actualmente trabaja en un libro sobre el espacio en obras de arte de los años sesenta y setenta. Rutkowski es miembro del comité de expertos del premio Mies van der Rohe y del premio Europeo del Espacio Público Urbano desde la edición del 2012.